# Майлем (округ, Техас)
Шаблон:StateAbbr_ 30°47′ пн. ш. 96°59′ зх. д. / 30.79° пн. ш. 96.98° зх. д.
Округ  Майлем (англ. Milam County) — округ (графство) у штаті  Техас, США. Ідентифікатор округу 48331.

## Історія
Округ утворений 1837 року.

## Демографія
За даними перепису 2000 року загальне населення округу становило 24238 осіб, зокрема міського населення було 11576, а сільського — 12662. Серед мешканців округу чоловіків було 11881, а жінок — 12357. В окрузі було 9199 домогосподарств, 6595 родин, які мешкали в 10866 будинках. Середній розмір родини становив 3,11.
Віковий розподіл населення поданий у таблиці:
| Стать    | До 15 років | 15-21 | 22-29 | 30-39 | 40-49 | 50-65 | 65-85 | Понад 85 |
| -------- | ----------- | ----- | ----- | ----- | ----- | ----- | ----- | -------- |
| Чоловіки | 2815        | 1279  | 1010  | 1414  | 1645  | 1974  | 1584  | 160      |
| Жінки    | 2570        | 1128  | 1005  | 1529  | 1690  | 2006  | 1978  | 451      |

## Суміжні округи
- Фоллз — північ
- Робертсон — північний схід
- Берлесон — південний схід
- Лі — південь
- Вільямсон — південний захід
- Белл — північний захід

## Виноски
1. ↑  U.S. Decennial Census. United States Census Bureau. Архів оригіналу за 12 травня 2015. Процитовано 4 травня 2015.
2. ↑  Texas Almanac: Population History of Counties from 1850–2010 (PDF). Texas Almanac. Архів оригіналу (PDF) за 26 лютого 2015. Процитовано 4 травня 2015.
3. ↑  State & County QuickFacts. United States Census Bureau. Архів оригіналу за 18 жовтня 2011. Процитовано 22 грудня 2013.(англ.) Наведено за англійською вікіпедією.
4. ↑  American FactFinder. Бюро перепису населення США. Архів оригіналу за 26 лютого 2012. Процитовано 31 січня 2008.

| США | Це незавершена стаття з географії США. Ви можете допомогти проєкту, виправивши або дописавши її. |